# 샤를로트 코르데

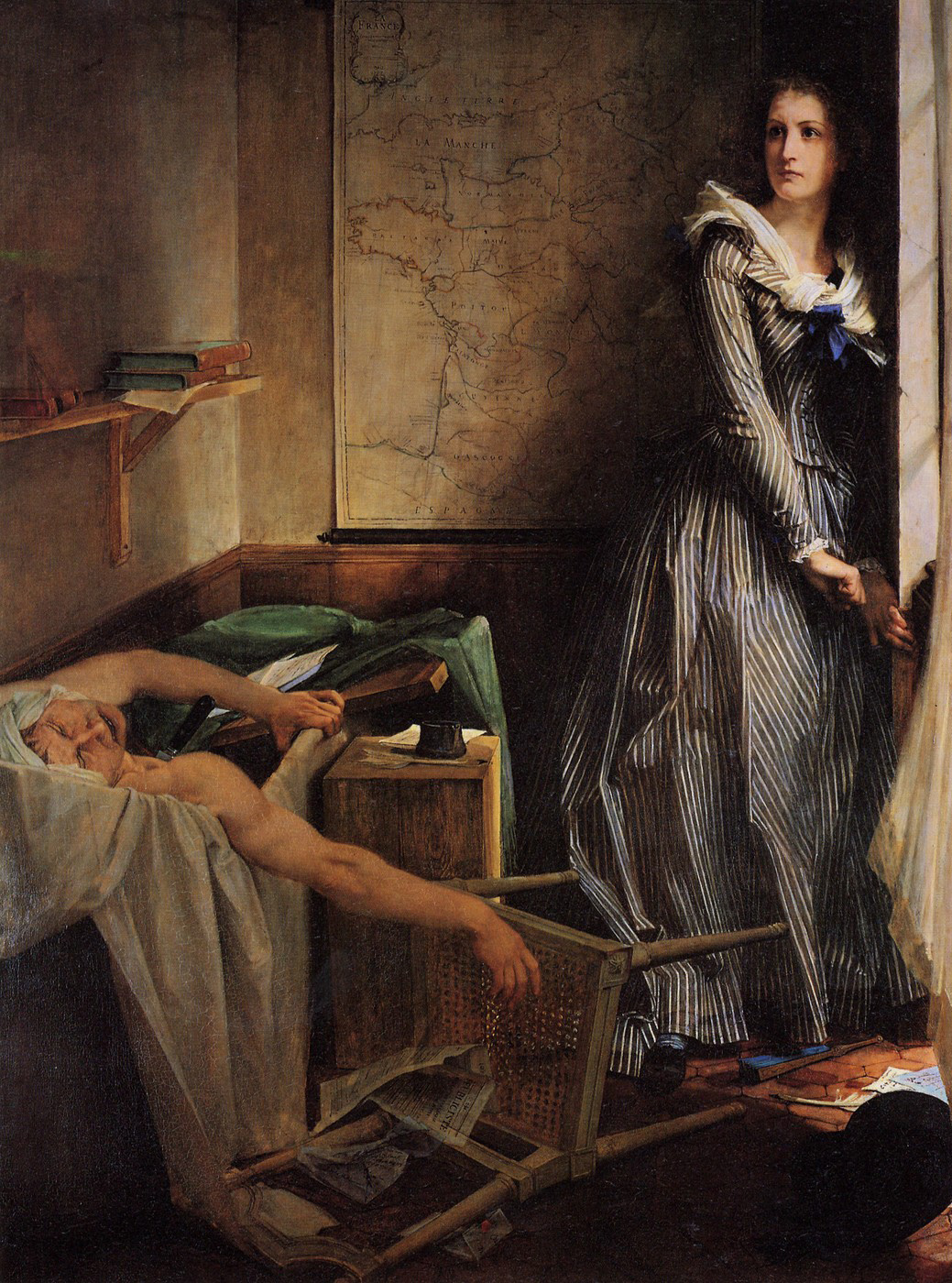
마라를 죽이고 난 직후의 코르데

마리 안 샤를로트 코르데 다르몽(Marie-Anne Charlotte de Corday d'Armont, 1768년 7월 27일~1793년 7월 17일)는 프랑스 혁명 당시 정치가인 장폴 마라를 암살하였다. 프랑스 미술가인 폴 보드리와 자크루이 다비드의 작품에서 나타나고 있으며, 마라의 암살 이후에 단두대에서 처형되었다.
후세에 그녀의 미모로 인해 “암살 천사”라는 별명을 붙였다. 단두대의 이슬로 사라졌지만, 거리에는 그녀의 덧없음을 사랑한 남성들도 많았다고 한다.

## 생애
3대 고전 시인 중 한 사람인 피에르 코르네유의 자손인 가난한 귀족의 딸로, 프랑스 노르망디에서 태어났지만, 어머니를 여의고 13세 때 수도원에 들어갔다. 독서를 좋아하고, 루소 등 읽는 조용한 여성이었다고 전해진다. 특히 플루타르코스의 《대비 열전》이나 조상 코루네유의 저서를 좋아했다 한다. 곧 혁명 정부에 의해 수도원이 폐쇄되자, 샤를로트는 고모인 브르트비유 부인에게로 몸을 의탁했다.
혁명을 과격하게 추진하는 자코뱅파를 혐오했고, 자코뱅파와 정쟁에서 패한 지롱드파를 옹호하게 된다. 칸 시에 체류하는 동안 파리에서 경쟁에 패해 도망 온 페티욘과 바르바루 등의 지롱드파 의원과 접촉한 뒤 프랑스를 위해 장폴 마라의 암살을 계획했다. (의원들은 마라가 중병으로 살 날이 얼마 남지 않았다는 것을 알았기 때문에, 암살을 선동했다고는 생각하기 어렵다. 샤를로트 자신도 후에 재판에서 공범이나 배후의 존재를 일관되게 부인하고 있으며, 지속적으로 단독 범행이었다고 주장했다.)
1793년 7월 9일, 고모 집에서 파리로 단신 상경했다. 7월 13일, 인민을 위해 문호를 항상 열어둔 마라를 찾아가 그들에 대한 음모가 있다고 말하면서 곁에 다가왔다. 피부병을 앓고 있던 마라는 욕조에서 그것을 듣고 있었지만, 샤를로트가 숨겨 온 식칼에 심장을 찔려 절명한다.
샤를로트는 현장에서 체포되어 7월 17일, 혁명 재판에서 사형 판결을 받고 그날로 단두대의 이슬로 사라졌다.

## 에피소드

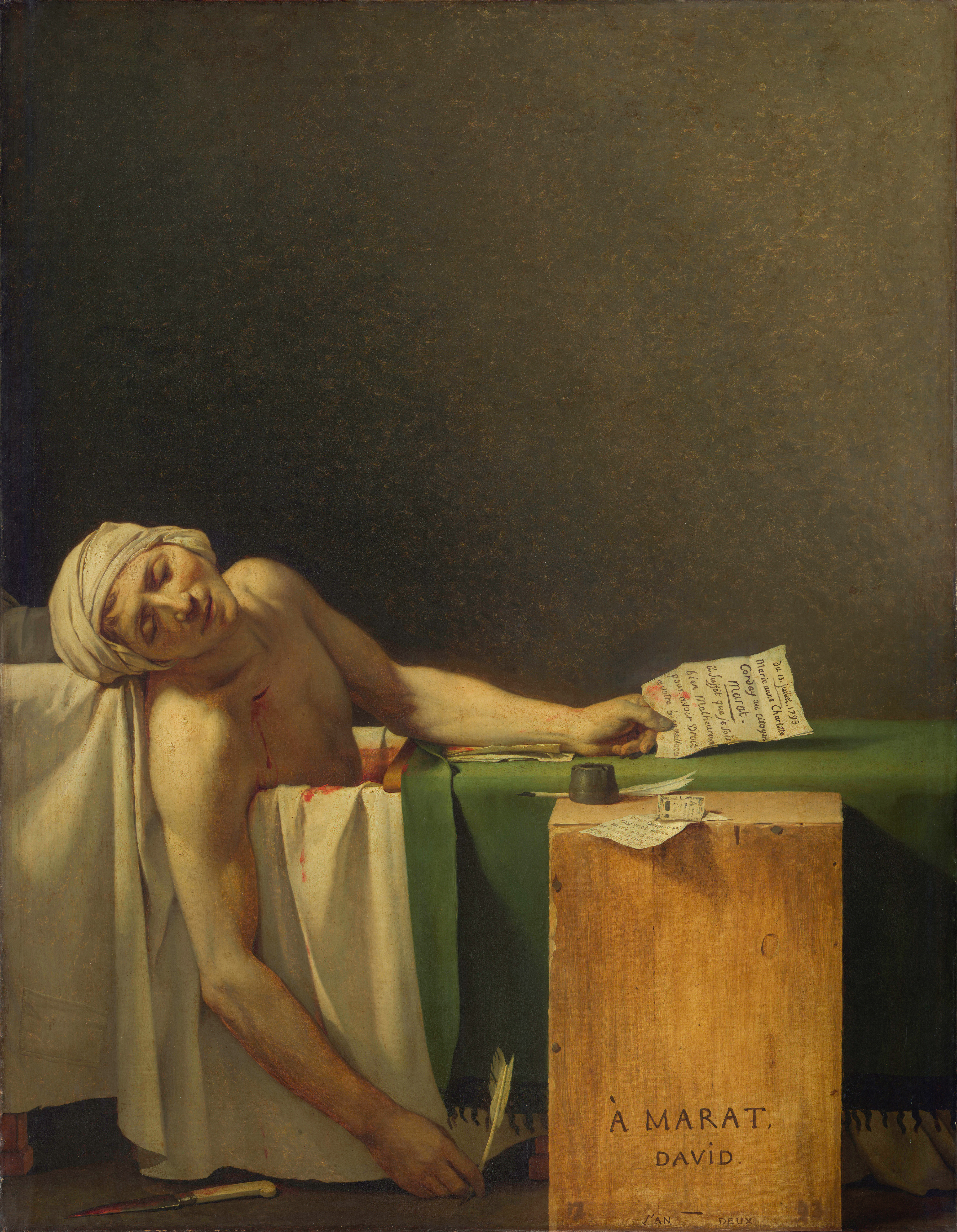
마라의 죽음(자크 다비드의 1793년작)

처형 당일, 사형 집행인 샤를 앙리 상송이 그녀의 손을 팔을 뒤로 묶으려 하자, 샤를로트는 “마라를 죽인 후 묶여 있었지만, 매우 난폭하게 묶여 손에 상처가 생겼어요. 그렇게 되지 않게 장갑을 껴도 될까요?”라고 물었다. 상송이 “괜찮아, 난 전혀 아프지 않게 묶을 수 있어”라고 대답하자 미소를 지으며, 얌전히 포승줄을 받았다고 한다.
처형장으로 향하는 호송 차량에 동승한 상송은 회고록에서 이렇게 말하고 있다. “그녀를 바라보면 바라볼수록 더욱 강하게 매료되었다. 분명 그녀는 아름다웠다. 그 아름다움 때문이 아니라 마지막까지 어떻게 저렇게 사랑스럽게 의연할 수 있는 지 믿을 수 없었다.”
단두대에서 샤를로트의 목이 잘리자 상송의 제자 중 한 사람이 그녀의 목을 들고, 뺨을 때렸다. 구경꾼들은 이 행위에 분개하고 샤를로트의 뺨이 붉게 물들며 분노의 시선을 돌리는 것을 보았다고 증언하는 사람도 있었다. 상송은 제자를 즉시 해고했다.